# Processionnaire du pin
Ne doit pas être confondu avec Processionnaire du chêne.
Thaumetopoea pityocampa
Espèce
Synonymes
- Traumatocampa pityocampa

La Processionnaire du pin (Thaumetopoea pityocampa) est une espèce de lépidoptères (ordre des papillons) de la famille des Notodontidae, surtout connue pour ses chenilles. Nommées d'après leur mode de déplacement en file indienne ou procession, celles-ci se nourrissent des aiguilles de diverses espèces de pins, pouvant provoquer un affaiblissement des arbres et des allergies chez certaines personnes exposées aux soies des chenilles.

## Description

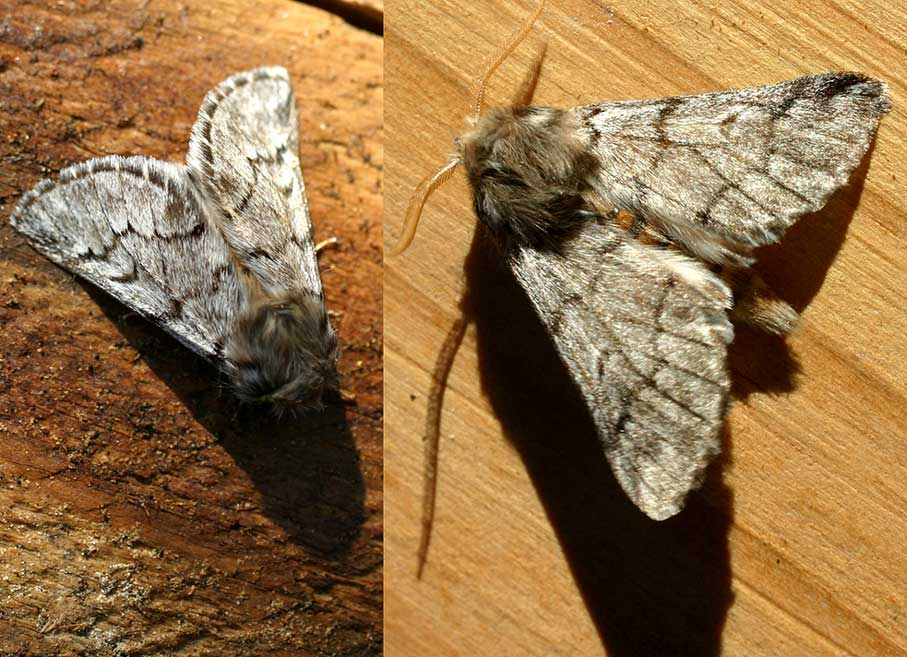
Deux adultes mâles

L'insecte adulte est un papillon de 35 à 40 mm d'envergure, aux antennes pectinées. Les ailes antérieures sont grises, avec deux bandes foncées parallèles chez le mâle, les postérieures blanches marquées d'une tache sombre à l'extrémité postérieure.
La larve est une chenille de quelques millimètres (stade L1) à 40 mm de long (stade 4 ou 5), brune noirâtre avec des taches rougeâtres sur le dessus et les flancs. Sa face ventrale est jaune. Le corps est fortement velu et couvert de soies urticantes et allergisantes. Les chenilles marchent en procession et construisent des cocons de soies dans certains arbres résineux.

## Biologie / Cycle de développement

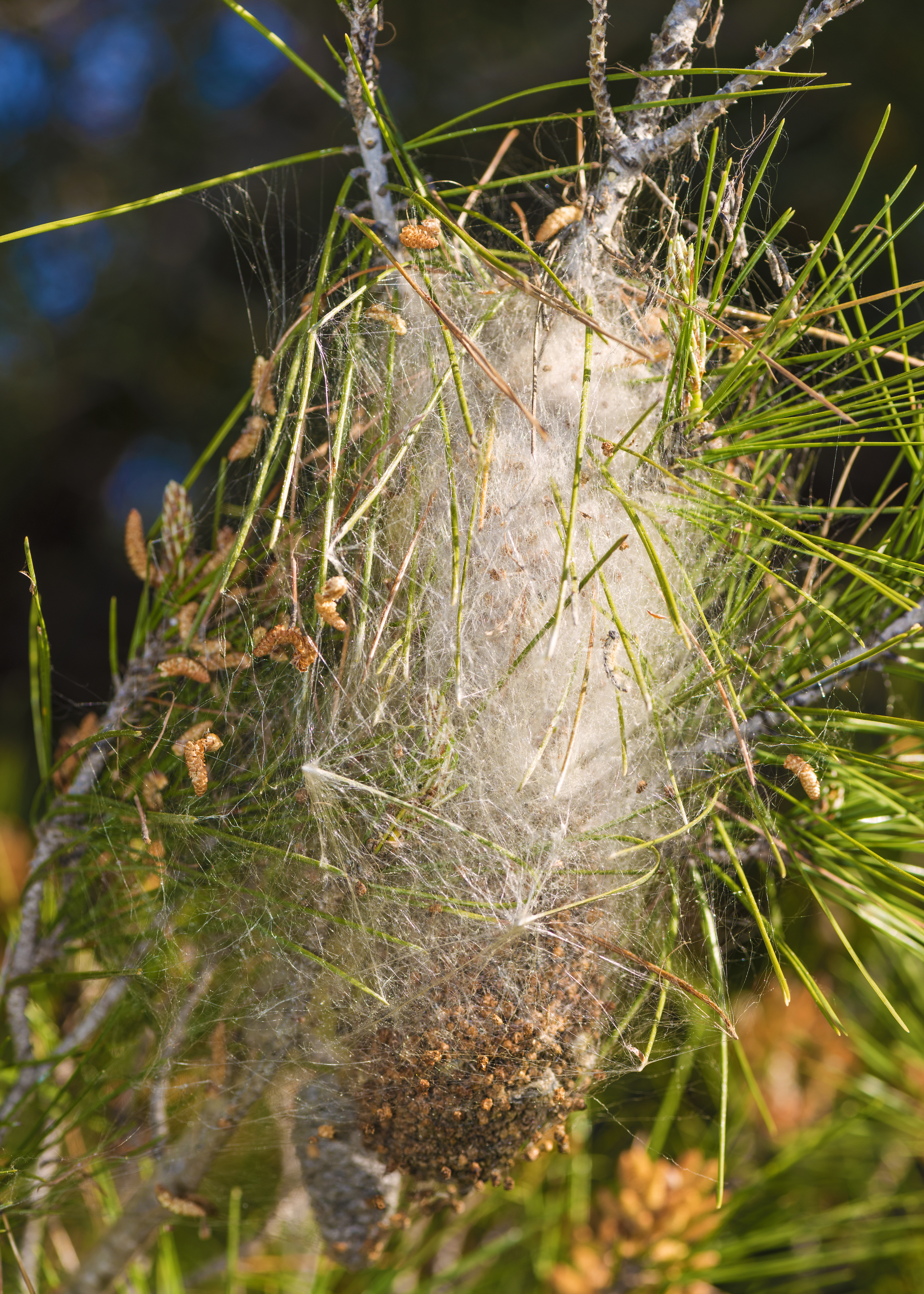
Nid de processionnaires à Sète.

Les papillons, qui éclosent durant l'été, entre juin et septembre selon le climat, pondent leurs œufs déposés en rangées parallèles par paquets de 150 à 220 sur les rameaux ou les aiguilles de diverses espèces de pin mais aussi sur les sapins et cèdres en second choix. L'éclosion a lieu cinq à six semaines après la ponte. Le nid entretient un microclimat favorable aux individus de cette espèce.
L'éclosion donne naissance à des larves (chenilles) qui muent cinq fois ce qui leur permettra de grandir de quelques millimètres à 4 centimètres. Ces étapes ont lieu dans des nids lâches en été, puis, à partir de la quatrième mue, dans des nids d'hiver tissés de plus en plus denses. Le nid d'hiver est construit dès les premiers froids de novembre pour protéger les chenilles qui en sortent pour se nourrir quand il fait plus chaud. Il se situe dans les endroits bien exposés des arbres comme à la cime ou à l'extrémité des branches.
La vitesse de croissance des larves dépend de la température (et donc de l'altitude et de la latitude). Dès leur éclosion, les chenilles commencent à dévorer les aiguilles de pin et se mettent à tisser des nids de soie dans lesquels elles restent cachées pour s'alimenter. Lorsqu'elles changent de nid, elles se déplacent en « procession ». La cohésion de la file en déplacement est assurée par le contact direct entre les chenilles.
Au printemps (mars-avril), toutes les chenilles d'un même cocon quittent leur nid, toujours en procession, pour s'enfouir dans le sol. Chacune des chenilles va tisser un cocon avant de se transformer en chrysalide.
Au bout de plusieurs mois, les chenilles se métamorphosent en papillons adultes qui sortent de terre et s'envolent. Le cycle recommence par l'accouplement de la femelle et du mâle. Ce dernier meurt un ou deux jours après, alors que la femelle s'envole vers la branche d'un arbre résineux pour pondre jusqu'à 220 œufs avant de mourir à son tour. Les petites chenilles émergent 30 à 45 jours après la ponte.
Les chenilles se nourrissent des aiguilles des pins qui conduit à un affaiblissement des arbres, pouvant ouvrir la voie à d'autres ravageurs qui peuvent les tuer.
Les espèces hôtes sont le pin parasol, le pin d'Alep, le pin maritime, le pin noir d'Autriche, le pin blanc, le pin laricio et le pin sylvestre. Le cèdre de l'Himalaya est également parasité.

## Répartition et habitats

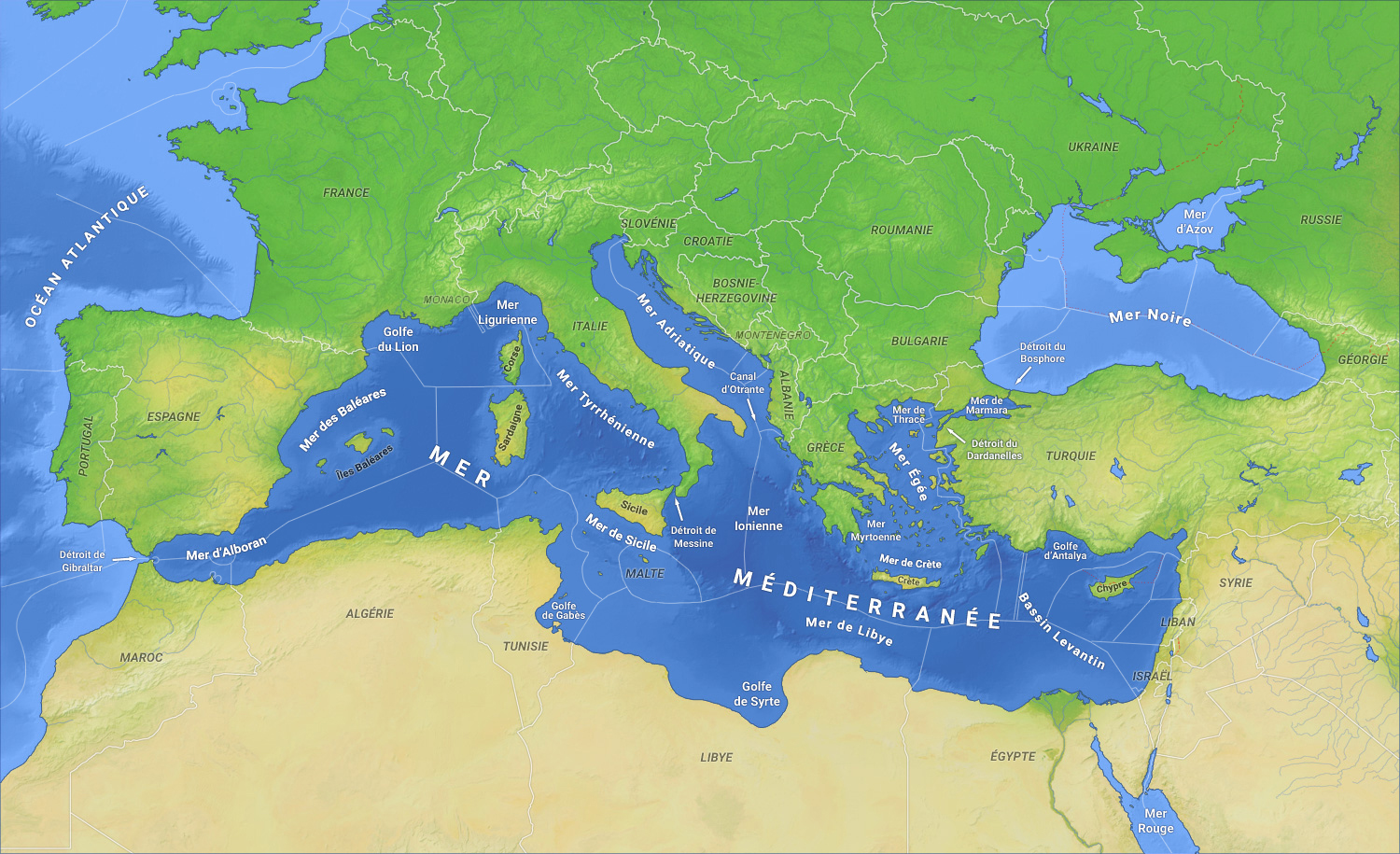
Région méditerranéenne

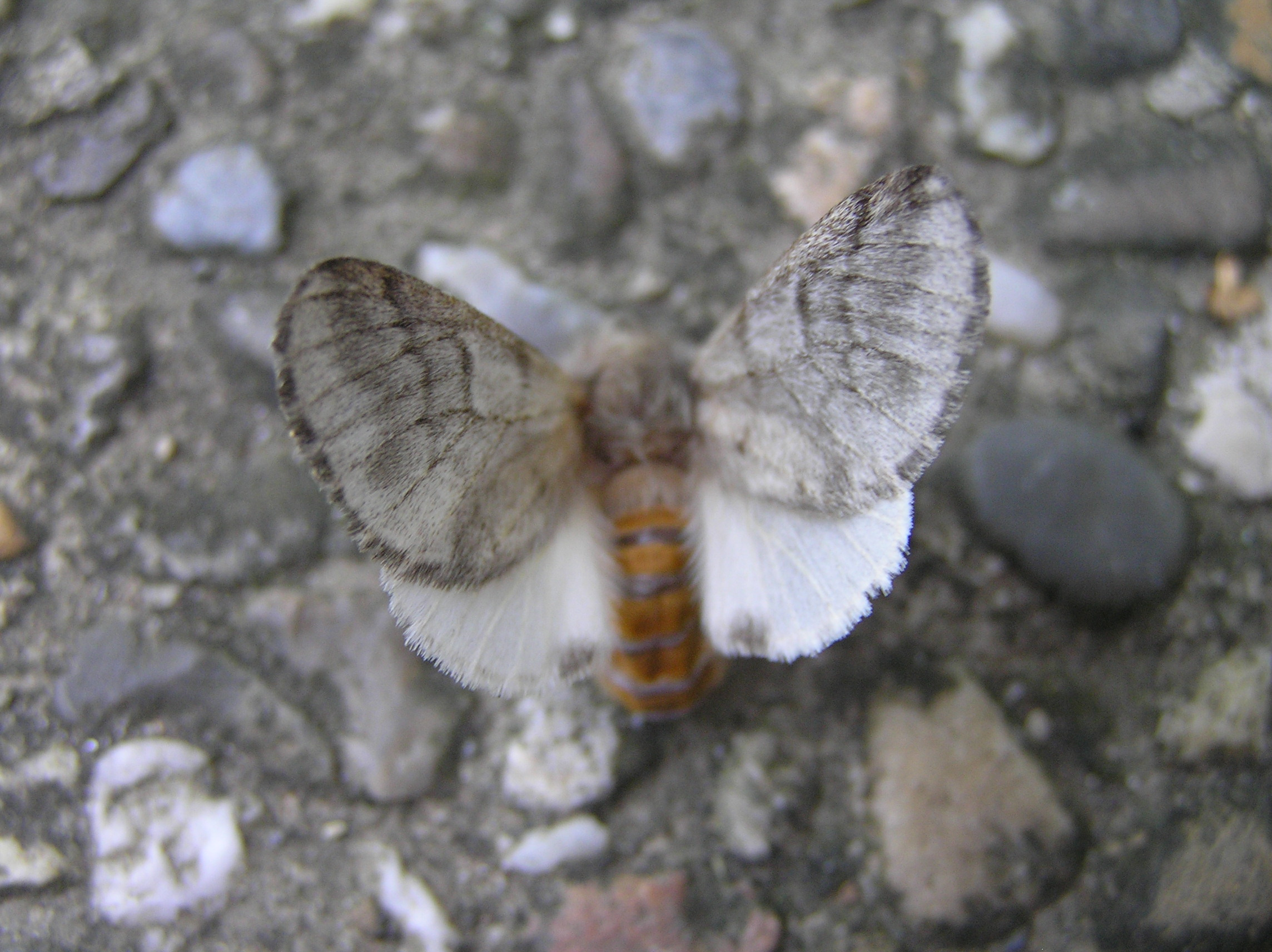

Originaire d'Afrique du Nord, Moyen-Orient et l'Europe (toute la région méditerranéenne, la France, la Suisse, Belgique...) Son aire de répartition s'étend naturellement d'avantage vers le nord chaque année.

### Belgique
En Belgique, des découvertes fortuites ont été faites en 2024 dans les provinces wallonnes du Luxembourg belge, de Namur et de Liège. L’espèce n’a pas encore été observée aux Pays-Bas.

### France
Thaumetopoea pityocampa est présent dans une grande partie de la France métropolitaine, sauf dans le Nord-Est du pays et dans une partie du Massif central.

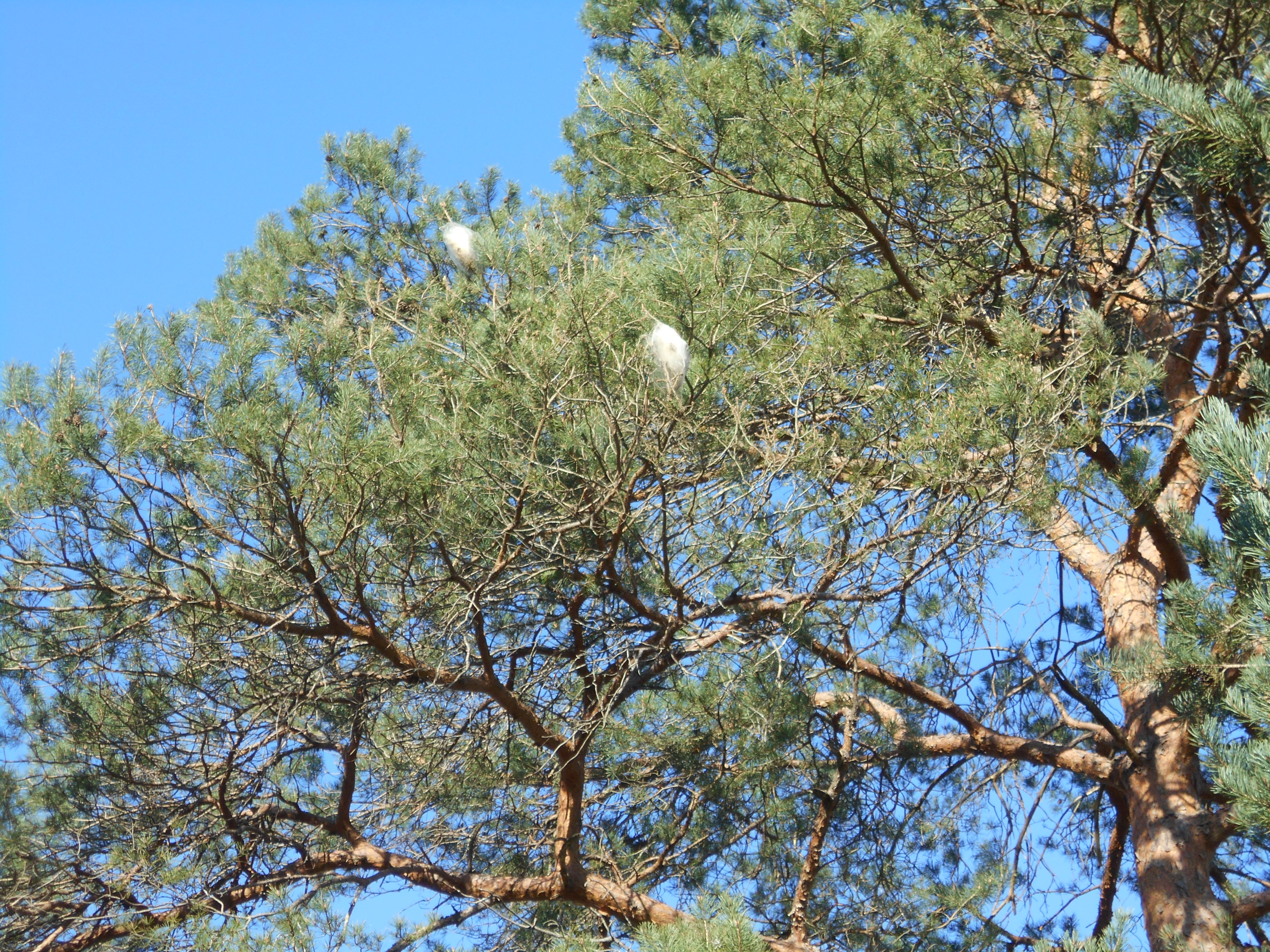
Des nids dans un pin sylvestre en Dordogne.

L'espèce étend son aire de répartition vers le nord-est depuis les années soixante. Cette progression est suivie par l'équipe de modélisation de l'INRA d'Orléans (URZF).
Pour disposer de données à l'échelle communale et pour évaluer les besoins des gestionnaires d'espaces verts et pour produire des préconisations plus pertinentes en matière de lutte, une enquête élaborée par Plante et Cité et l’INRA avec l’Association des Maires de France (AMF) a été lancée en 2009 auprès de toutes les communes de France. Le technicien responsable ou l'élu chargé des espaces verts ont été invités à compléter un questionnaire en ligne sur Internet du 11 mai au 11 juin 2009.
En 2010, la chenille progresse vers le nord et notamment en Île-de-France, a atteint la Bretagne, Strasbourg... et de l'activité commerciale du bois dont le transport pourrait favoriser sa dispersion.
Les gros noyaux de populations sont situés dans les forêts de pins ; des nids sont observés le long des alignements de pins le long des routes et dans l'openfield (ex dans la Beauce) là où des petits boisements de pins épars sont présents, même en l'absence de haie, ce qui montre une bonne capacité de ce papillon à coloniser de nouveaux habitats (jusqu'à 5 à 6 km de son lieu de naissance en milieu ouvert, alors qu'ils se reproduit plutôt sur place en forêt ). 
La chrysalide (enterrée) peut en outre aussi être véhiculée par les transports de terre . Le réchauffement semble favoriser la remontée de l'espèce vers le nord.

## Prédateurs
Chaque stade de vie de ce papillon possède son cortège d'ennemis naturels, c'est-à-dire aux stades de l'œuf, de la chenille, des chrysalides et des  papillons. Ces ennemis naturels sont des champignons, des virus, des bactéries, des insectes prédateurs ou hyperparasite, quelques oiseaux, des rongeurs.
Des études sur la prédation par les mésanges, le coucou ou la huppe fasciée sont conduites par l'INRA (Paca et Bordeaux). Une expérience réalisée en Belgique[Laquelle ?] au début des années 1950 a démontré que l'installation massive de nichoirs à mésanges (un nichoir tous les 30 m) était parvenue à contrôler  localement les chenilles processionnaires du chêne  dans un massif boisé d'une dizaine d'hectares. Il a également été montré dans le sud-ouest de la France (Landes) que certaines espèces de chauves-souris chassent les papillons adultes et pourraient agir comme régulatrices des populations de processionnaires.

## Dangerosité

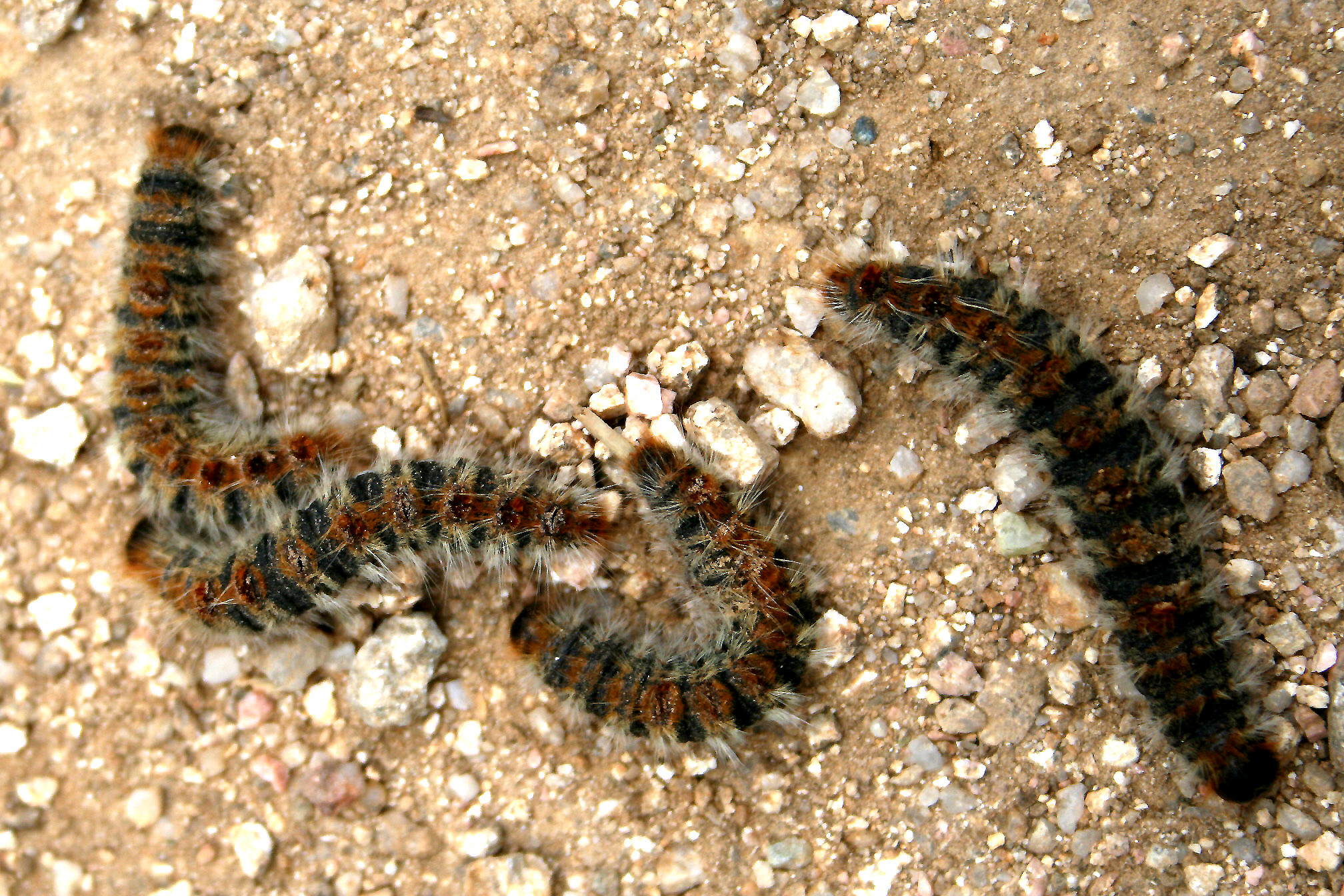

Comparée à d'autres déprédateurs, la chenille est peu dangereuse pour l'arbre qui, généralement, voit diminuer ses cernes de croissances. En revanche, elle cause des problèmes à l'humain et à divers animaux.
En effet ces chenilles, comme celles de quelques autres espèces de lépidoptères, possèdent (chez cette espèce uniquement au troisième stade larvaire, un mois et demi après l'éclosion) sur la face dorsale  un « appareil urticant » composé de « micropoils » qui sont projetés en l’air lorsque la chenille se sent menacée. Cet appareil est formé de petites poches parfois dénommées « miroirs » qui contiennent un très grand nombre de minuscules dards (micropoils) empoisonnés ; leur caractère fortement urticant est dû au fait que le poil en se cassant dans l'organisme y libère une toxine (thaumétopoéine, de PM 28000 daltons, une protéine urticante, produite par une glande spécialisée au cours de son développement larvaire qui peut provoquer d'importantes réactions allergiques (mains, cou, visage) mais aussi des troubles oculaires ou respiratoires). Les atteintes à l'œil peuvent avoir d'importantes conséquences si les poils ne sont pas rapidement enlevés. Il est dangereux de manipuler un nid même vide.
Le danger est aussi important pour les animaux de compagnie : un chien atteint à la langue (qu'il peut avoir utilisée pour lécher les démangeaisons sur son corps) risque alors la nécrose de cet organe. Il ne pourra donc plus se nourrir. Il est important de rincer la langue et la bouche du chien avec un mélange de bicarbonate de soude et d’eau sans frotter, ce qui briserait les poils urticants de la chenille et qui libérerait ainsi plus de toxines, aggravant l'état de l'animal.

## Législation

### France
Elles sont classées « nuisibles à la santé humaine », le 27 avril 2022 en France.
Le 31 juillet 2000, le Ministère chargé de l'agriculture établit une liste des organismes nuisibles aux végétaux, produits végétaux et objets soumis à des mesures de lutte obligatoire. Parmi ces espèces figure la processionnaire du pin pour le département de La Réunion.
Le 25 avril 2022, le Ministère chargé de la santé ajoute par décret les processionnaires du pin (ainsi que les Processionnaires du chêne) à la liste des espèces dont la prolifération est nuisible pour la santé humaine (code de la Santé publique),. L'arrêté du 2 juin 2017 relatif à la désignation des « organismes contribuant à des mesures nationales de prévention et de lutte relatives à certaines espèces végétales et animales dont la prolifération constitue une menace pour la santé humaine » est par ailleurs mis à jour. Le réseau FREDON France voit ses missions étendues à l'animation et au fonctionnement d'un Centre national de référence, de prévention et de lutte face aux chenilles processionnaires du chêne et du pin : l'Observatoire des espèces à enjeux pour la santé humaine au sein duquel est mis en place un Observatoire des chenilles processionnaires.
Les mesures de gestion des populations de chenilles sont par ailleurs confiées aux préfets de départements.
Le 18 mai constitue chaque année la Journée des chenilles processionnaires, où des actions de prévention et d'informations sont mises en place en France.

### Stratégie de régulation ou de protection

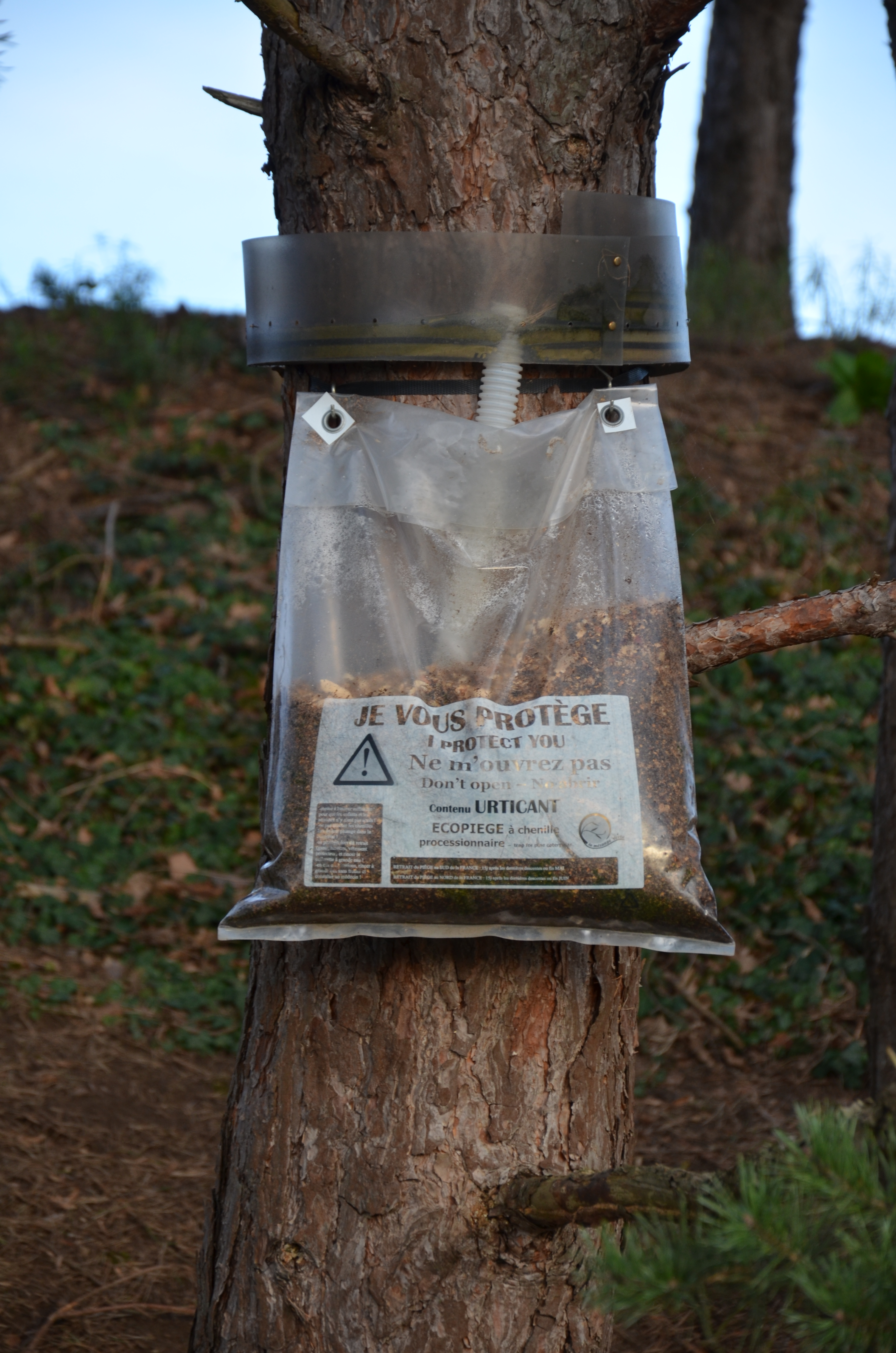
Piège à collier à chenille processionnaire.

Un document de synthèse intitulé Recueil des méthodes de lutte - Processionnaires du pin et du chêne, élaboré par l'Observatoire des chenilles processionnaires sur un financement du Ministère chargé de la santé, résume toutes les stratégies de gestion possibles pour réguler cet insecte. Il présente aussi les avantages et limites de chaque méthode.
- Installation de nichoirs : l’installation de nichoirs adaptés favorise la présence et le développement des populations de mésanges charbonnières (Parus major), des prédatrices naturelles des chenilles processionnaires. Les mésanges charbonnières se nourrissent à la fois des œufs et des chenilles, en particulier des chenilles plus âgées (stades L4-L5) pendant la période d'alimentation de leurs petits[31].
- Installation de gîtes : encourager l'installation et le développement des populations de chauves-souris prédatrices des processionnaires adultes en mettant en place des abris adaptés. Cette approche contribue à la régulation des populations de ces insectes et peut être combinée avec d'autres méthodes de lutte.

- Gestion paysagère :  le choix de certaines plantations permet de diminuer les risques d'infestation par les Processionnaires du pin en favorisant des espèces qui ne leur servent pas d'hôtes. En dernier recours, il est envisageable d'abattre les arbres souvent infestés (en dehors des périodes où les chenilles urticantes sont présentes) et de les remplacer par des essences mieux adaptées au climat local.
- Piège à collier : cette technique consiste à capturer les chenilles lors de leur descente des arbres en procession. Une collerette placée autour du tronc empêche leur progression, les forçant à emprunter un tube pour atteindre un sac collecteur. Ce sac, rempli de terre, permet aux chenilles de réaliser leur processus de nymphose[31].
- Echenillage : cette méthode consiste à retirer et détruire manuellement les pré-nids et nids d'hiver, qu'ils soient vides ou occupés par des Processionnaires du pin, à l'aide d'outils appropriés. L'enlèvement des nids est effectué après une nuit fraîche afin de capturer le plus grand nombre possible de chenilles.
- Piège à phéromones : la capture des papillons mâles est réalisée à l'aide de pièges contenant une phéromone synthétique attractive (la pityolure, émise naturellement par la femelle). Cette méthode peut compléter d'autres techniques de lutte en réduisant la reproduction, ce qui limite les populations de chenilles des générations suivantes. Elle permet également de suivre l'évolution des populations pour envisager d'autres méthodes de traitement.
- Confusion sexuelle : saturation de l'air en phéromone sexuelle synthétique (pityolure) qui se libère au contact de l'air. Ce dispositif empêche les papillons mâles de repérer les femelles, ce qui limite la reproduction et la ponte de nouveaux individus. Cette méthode contribue à la régulation des populations de processionnaires et peut être associée à d'autres techniques de lutte.
- Lutte par pulvérisation : cette méthode consiste à appliquer sur les arbres infestés un produit homologué, à savoir la bactérie Bacillus thuringiensis var. kurstaki sérotype 3a-3b, afin d'éliminer les jeunes chenilles qui se nourrissent des aiguilles, prévenant ainsi la production de soies urticantes. Cette bactérie génère une protéine cristalline qui se transforme en toxine dans un environnement alcalin, comme celui du système digestif des larves de lépidoptères, y compris les processionnaires. Le BTk est homologué en tant que produit phytopharmaceutique (pour la protection des végétaux) et non en tant que biocide (pour la protection des humains).